# Aitu
Aitu (с казахского каз. айту/aitu — рассказывать/говорить) — казахстанский бесплатный сервис обмена мгновенными сообщениями (IM) и голосовой связи по IP (VoIP).  Позволяет пользователям обмениваться текстовыми и голосовыми сообщениями, совершать голосовые и видеозвонки, обмениваться изображениями, документами, местоположением пользователя и другими данными. Для регистрации требует указания номера мобильного телефона.

## История
Aitu разработана казахстанской IT-компанией из Астаны ТОО «BTS-Digital»
Согласно некоторым сведениям, цифровая платформа Aitu была впервые запущена в 2018 году. В топ из 10 самых популярных мобильных приложений в Казахстане, Aitu вошёл в 2022 году.
Казахстанский мессенджер Aitu обрёл статус национального по поручению Президента Казахстана Касым-Жомарта Токаева. Причиной создания мессенджера послужили факты многочисленных утечек конфидициальной информации из государственных органов.
Крупнейшая утечка данных произошла 13 июня 2025 года, когда в открытом доступе в сети оказался архив, включавший в себя сведения о 16 300 000 граждан Казахстана. В эти сведения входили ИИН, полные имена, даты рождения, информация о гражданстве, адреса проживания, а также более 17 миллионов телефонных номеров.
По плану озвученному главой Правительства Республики Казахстан, все работники государственных органов и квазигосударственного сектора должны перейти на Aitu до 15 сентября 2025 года.
С 18 августа 2025 года начался планомерный переход на Aitu в Вооружённых силах Республики Казахстан и Министерства по чрезвычайным ситуациям Республики Казахстан.

## Технические подробности
Приложение Aitu доступно в AppStore, Google Play, App Gallery, а также на сайте aitu.io.
Aitu совмещает в себе следующие функции:
- мессенджер;
- социальная сеть — обмен сообщениями и звонками в группах и в каналах;
- платёжный сервис — совершение переводов, оплата услуг и налогов;
- использование мини-приложений;
- функции «цифрового государства» — доступ к государственным сервисам.